# مسیه ۷۲
مسیه ۷۲(به انگلیسی: Messier 72) یا ان‌جی‌سی ۶۹۸۱ یک خوشه ستاره‌ای کروی در صورت فلکی دلو است که فاصله آن از زمین پنجاه و سه هزار سال نوری و قدر ظاهری آن ۱۰ است.